# Santa María Nativitas de Zacapan

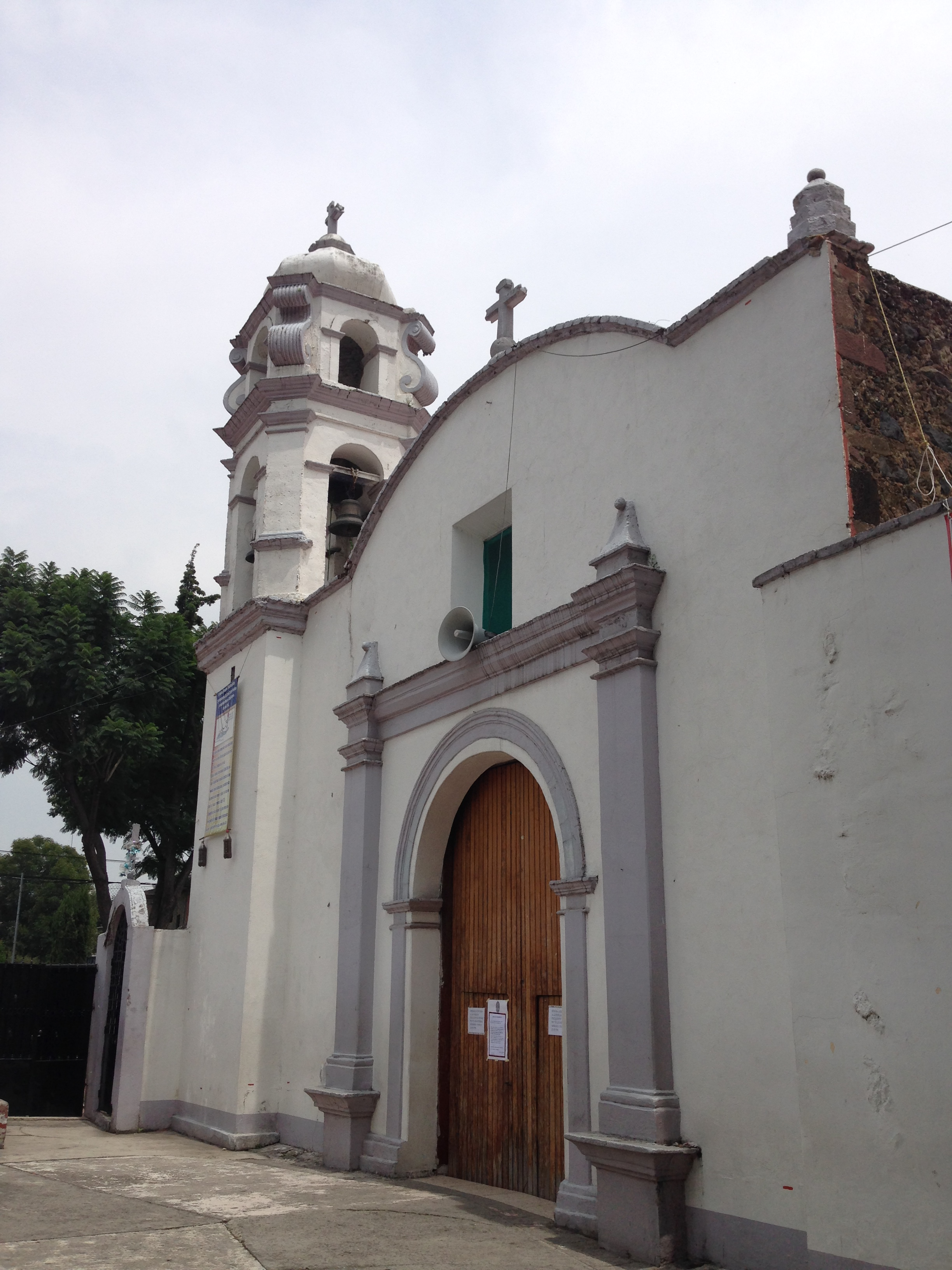
Parroquia de Santa María de Nativitas

Santa María Nativitas de Zacapan es un pueblo originario que se encuentra ubicado en la alcaldía Xochimilco de la Ciudad de México. Se le conoce como el “Lugar entre embarcaderos y flores” (“Pueblos y Barrios de Xochimilco”). “Los pobladores de Nativitas se esfuerzan por mantener vivas sus tradiciones, especialmente las religiosas que les fueron heredadas por sus antepasados, y uno de los grandes tesoros es su templo, que hoy sufre los estragos del tiempo”.

## Clima
El clima predominante es templado húmedo con lluvias en verano, presenta una temperatura media anual de 16.2 °C, con máximas de 31 °C.

## Tradiciones
“El 6 de enero el pueblo de Nativitas celebra una de sus más antiguas tradiciones religiosas, la fiesta en torno a la antigua imagen de Cristo Crucificado que se encuentra en el altar principal y que, según cuentan los lugareños, es fiesta hermana del Señor de Chalma”.

## Patrimonio

### Casa de las Bombas Nativitas.
Este edificio está ubicado en el pueblo de Santa María Nativitas y forma parte de una red de distribución de agua, que mando construir Don Porfirio Díaz a principios del siglo XX y que comunicaba con la planta de San Luis Tlaxialtemalco. La de Tepepan y el acueducto que llegaba a División del Norte.

### Iglesia Santa María Nativitas Zacapan.
Se dice que la primera construcción data del siglo XVI, su iglesia, sacristía y hospicio, funcionaron en el XVII como visita de los franciscanos; el templo estuvo en construcción hacia 1808. La torre campanario es del siglo XVIII (“Atractivos culturales y turísticos").
En septiembre de 2002 adquiere la categoría de parroquia.
EL SEMILLERO ZACAPAN 
Símbolo de lucha y resistencia, lugar lleno de Ahuehuetes centenarios, así como flora y fauna endémica de Nativitas, por varios años fue usado como vivero, dejado en abandono del 2005 al 2007 dónde unos vecinos del lugar decidieron rescatarlo, pero en 2012 se iniciaron las acciones al habilitar la cancha de fútbol "Pet Sematary" y fue ese mismo año cuando se colocó el primer árbol, el cual fue, una granada. Muchas personas externas al pueblo han querido destruirlo, pero los vecinos del lugar saben su valor histórico, ambiental y social y se ha defendido hasta la fecha. En 2017 sufrió daños severos debido al terremoto del 19 de septiembre, por lo tanto su suelo no es apto para ningún tipo de construcción. En 2018 se retiró la malla metálica que lo rodeaba, también fueron talados varios árboles sanos. En 2021 el colectivo "Brigadas de la tierra" en conjunto con los vecinos volvieron a reforestar el lugar que se pretendía destruir. En 2022 ganó el presupuesto participativo, actualmente se espera su mejoramiento